# Bogø
Bogø ist eine dänische Insel in der Ostsee. Sie liegt zwischen Falster und Seeland westlich von Møn. Die Insel ist etwa sieben km lang, drei km breit und hat eine Fläche von 13,07 km². Die maximale Höhe über dem Meeresspiegel beträgt 32 m. Von den 1182 Bewohnern (1. Januar 2025) leben 927 im Dorf Bogø By. Bogø bildet eine eigene Kirchspielsgemeinde (dän.: Sogn) Bogø Sogn, die bis 1970 zur Harde Mønbo Herred im damaligen Præstø Amt gehörte, danach zur Møn Kommune im damaligen Storstrøms Amt, die mit der Kommunalreform zum 1. Januar 2007 in der Vordingborg Kommune in der Region Sjælland aufgegangen ist.

## Beschreibung
Die hügelige Insel hat eine mannigfaltige Landschaft einschließlich bewaldeter Bereiche, traditioneller Dörfer und Ferienhaussiedlungen. Sie war lange Zeit Krongut, wurde aber im Jahre 1769 zum Kauf angeboten und von den Inselbewohnern für 18.456 Reichstaler erworben. Um den Kaufpreis aufbringen zu können, rodeten die Inselbewohner den Vesterskov, der nun wieder als Schonung existiert.

## Verkehr

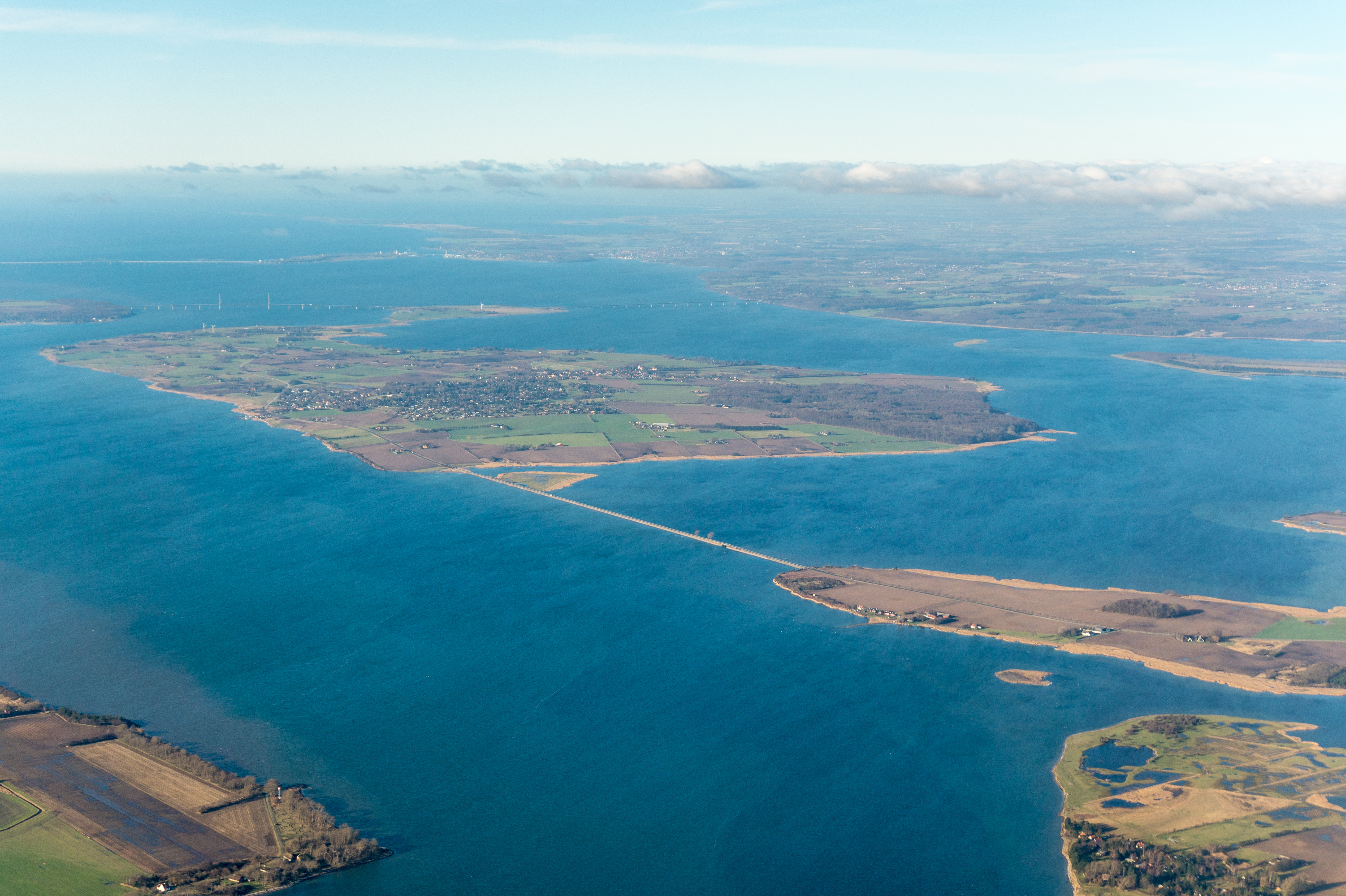
Luftbild

Westlich von Bogø liegt die kleinere, über einem Damm verbundene Insel Farø (Schafsinsel), auf der ein Anschluss an die Autobahn E47/55 von Kopenhagen zu den Inseln Lolland und Falster besteht. Bogø ist seit 1943 im Osten über einen Damm mit Møn verbunden. Als der schwedische König Karl X. Gustav Møn im Jahre 1659 angriff, watete er noch durch das flache Wasser zwischen den Inseln. Heute erinnert ein Gedenkstein in Maderne (Møn) daran. Die Verbindungsstraße zwischen der Autobahn im Westen und Møn im Osten erschließt die Insel. Im Süden liegt ein Hafen mit einer Autofähre, die während der Sommermonate nach Stubbekøbing auf Falster fährt.

## Sehenswürdigkeiten

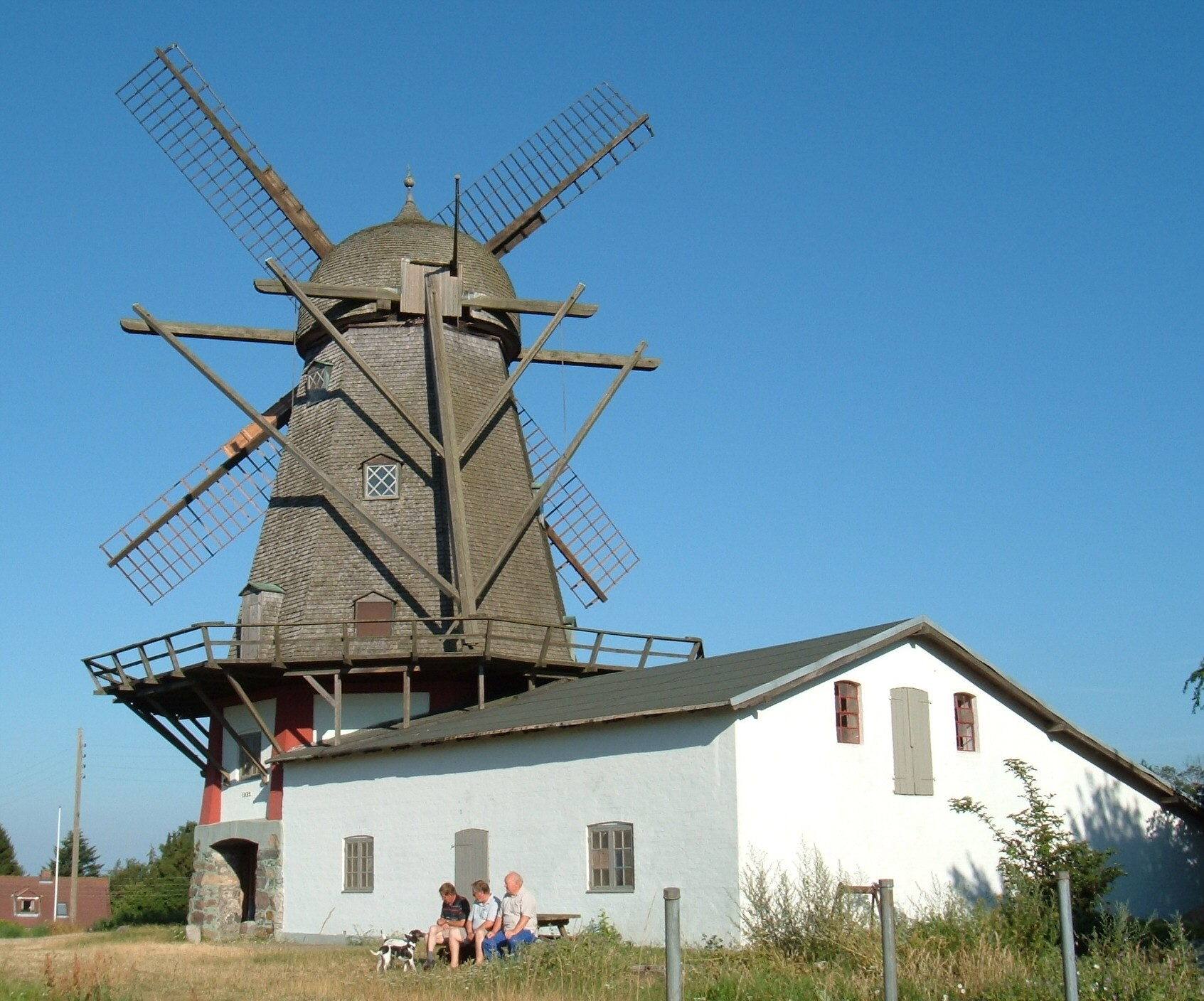
Die Windmühle von Bogø

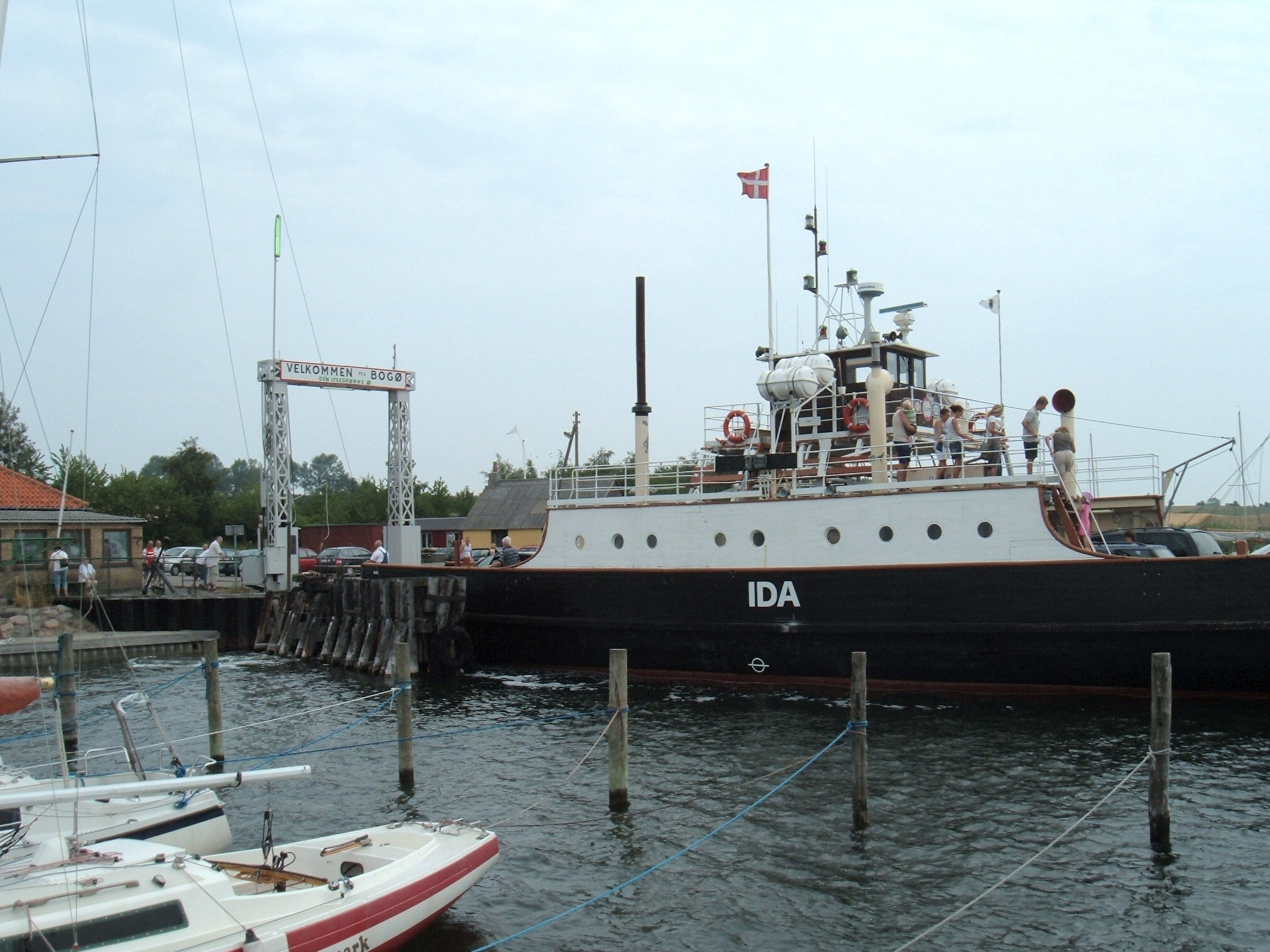
Die Museumsfähre Ida nach Falster

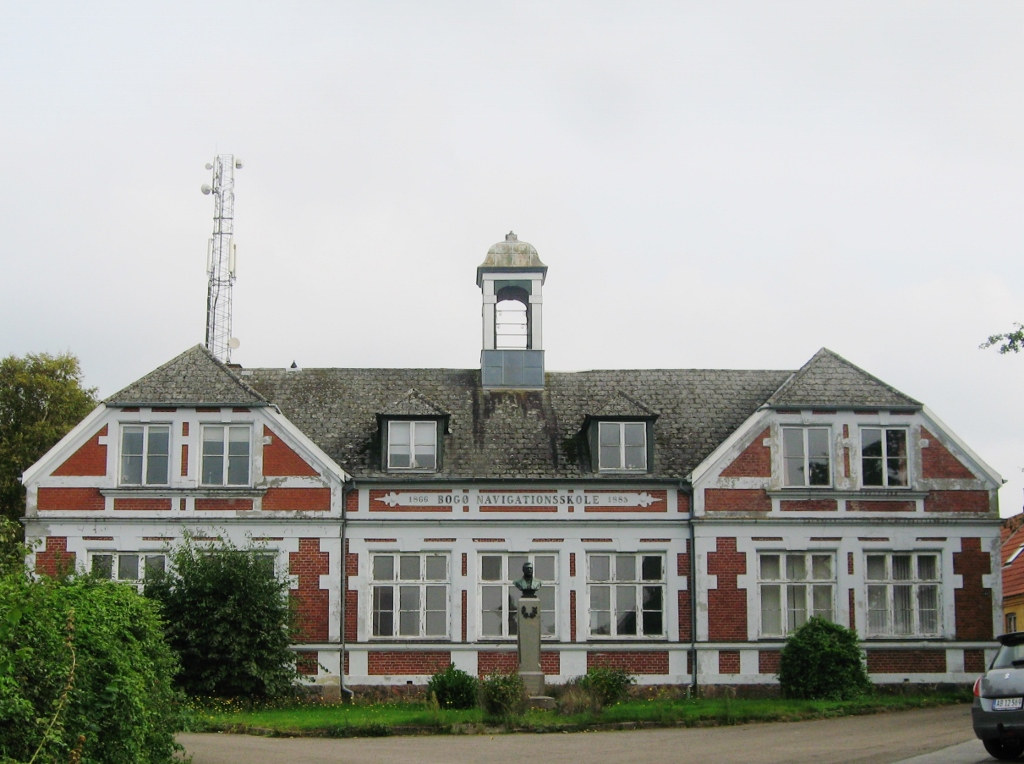
Bogø Navigationsschule. Hauptgebäude (1885)

Insgesamt sind 119 Großsteingräber aus der Jungsteinzeit auf den nur 231 km² großen Inseln Møn und Bogø bekannt. 38 davon wurden bewahrt und geschützt. 21 sind Ganggräber der Trichterbecherkultur (TBK) die zwischen 3500 und 2800 v. Chr. entstanden.
Im Nordosten der Insel, im Østerskov (Wald) liegt der Hulehøj, ein restauriertes Ganggrab. Seine Kammer ist 6,3 m lang. Der Zugang erfolgte über einen 5,5 m langen Gang. Im Wald liegen nahe der Küste zudem noch fünf Langdolmen. Ein weiterer 25 m langer mit zwei Kammern liegt im Ellenæs Hage nördlich der Kirche. Nördlich von Vestenskov liegt ein 90 m langer und 22 m breiter Langdysse mit ebenfalls zwei Kammern.
In der Inselmitte steht auf dem höchsten Punkt Bogø Mølle, eine Windmühle, die wiederhergestellt wurde, um als Museum zu dienen.
Der Bogøsten befindet sich an der Straße Grønsundvej, die zum Hafen führt. Der Findling ist 3,0 Meter lang, 2,8 Meter breit und 1,6 Meter hoch.
Eine weitere Sehenswürdigkeit ist die historische Autofähre, die zwischen Bogø und Stubbekøbing pendelt. Die „Ida“ erinnert mit ihren gelben Holzaufbauten an die Zeit vor der Errichtung der Autobahnbrücke, die nun den Fernverkehr über die Nachbarinsel Farø führt. In unregelmäßigen Abständen finden auf der „Ida“ auch Festfahrten statt.
Westlich von Bogø By wird Weißwein angebaut.